# Arquidiócesis de Chambéry-Saint-Jean-de-Maurienne y Tarentaise
La arquidiócesis de Chambéry-Saint-Jean-de-Maurienne y Tarentaise (en latín: Archidioecesis Camberiensis, Maurianensis et Tarantasiensis y en francés: Archidiocèse de Chambéry, Maurienne et Tarentaise) es una circunscripción eclesiástica de la Iglesia católica en Francia. Se trata de una arquidiócesis latina, sufragánea de la arquidiócesis de Lyon. La arquidiócesis de Chambéry está unida aeque principaliter a las diócesis de Saint-Jean-de-Maurienne y de Tarentaise. Desde el 11 de mayo de 2023 su arzobispo es Thibault Verny.

## Territorio y organización

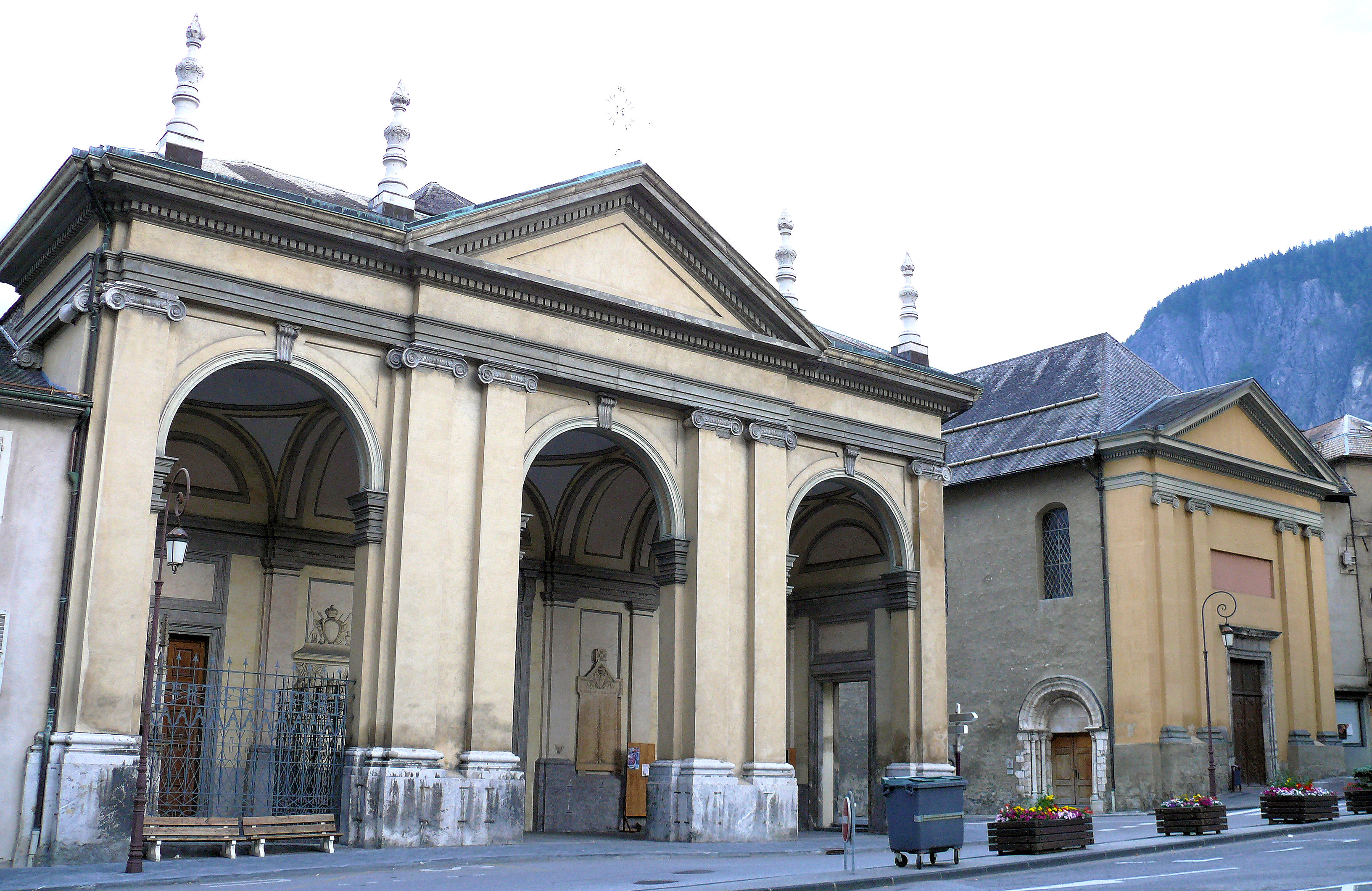
Catedral de San Juan Bautista, en Saint-Jean-de-Maurienne

La arquidiócesis tiene 7460 km² y extiende su jurisdicción sobre los fieles católicos de rito latino residentes en el departamento de Saboya, excepto Ugine y el valle de Arly que pertenecen a la diócesis de Annecy. Incluye también 10 parroquias alrededor de Rumilly en el departamento de Alta Saboya.

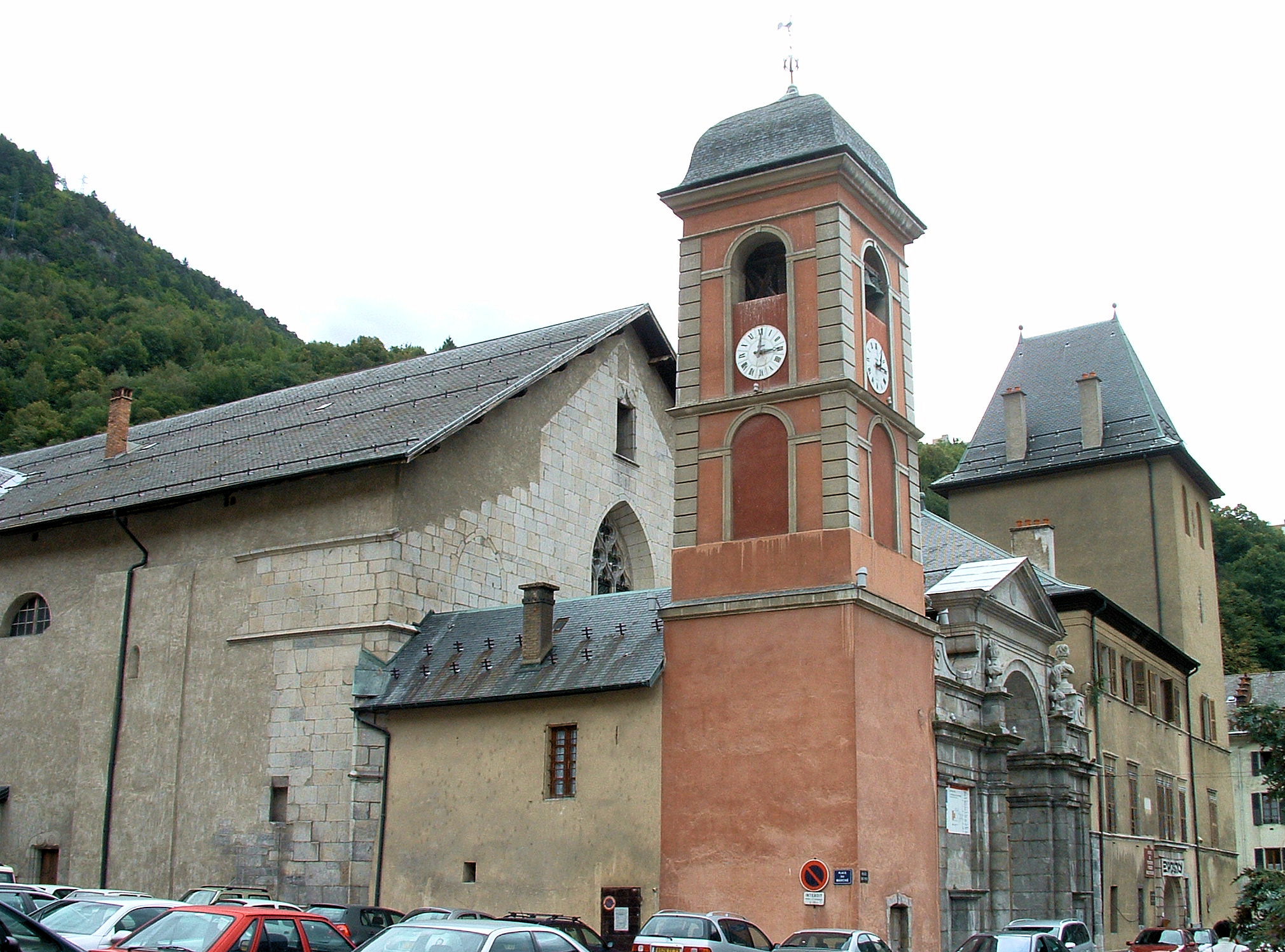
Catedral de San Pedro, en Moûtiers

La sede de la arquidiócesis se encuentra en la ciudad de Chambéry, en donde se halla la Catedral basílica de San Francisco de Sales. En Saint-Jean-de-Maurienne se halla la Catedral de San Juan Bautista y en Moûtiers la Catedral de San Pedro.

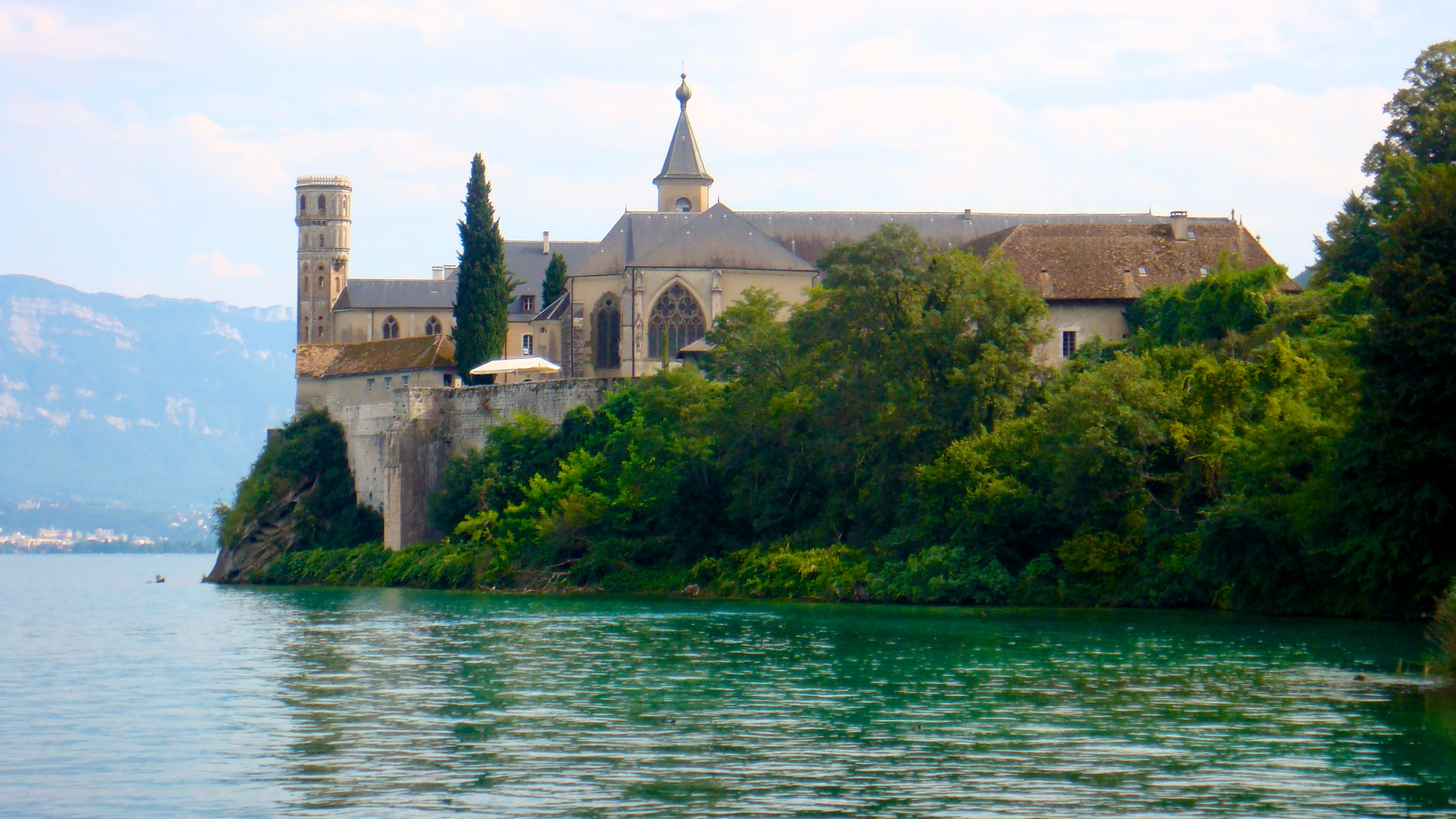
Abadía de Hautecombe

En 2021 en la arquidiócesis existían 141 parroquias agrupadas en 10 decanatos.

## Historia

### Sede de Tarentaise
La diócesis de Tarentaise fue erigida en el siglo V. La mención más antigua de la diócesis se encuentra en una carta del papa León I el Magno del año 450, en la que el papa sometía la diócesis a la jurisdicción del metropolitano de Vienne.
Según la tradición, el primer obispo de la diócesis fue Santiago de Asiria, que fue discípulo de san Honorato de Lérins, quien, al convertirse en obispo de Arlés, lo consagró misionero en el país de los ceutrones en el valle de Tarentaise. El primer obispo históricamente documentado fue Sanzio, que participó en el concilio de Epaon en 517. La sede episcopal era la ciudad de Moûtiers, antigua Darantasia, topónimo que más tarde dio nombre tanto al valle como a la diócesis (aunque a menudo también se escribe diócesis de Moûtiers o diócesis de Moûtiers en Tarentaise).
Entre 794 y 811, en tiempos de Carlomagno, la diócesis de Tarentaise fue elevada al rango de arquidiócesis metropolitana. Tuvo como sufragáneas a las diócesis de Aosta y Sion, y durante un cierto período también la de Saint-Jean-de-Maurienne antes de que esta quedara sujeta a la arquidiócesis de Vienne.
A finales del siglo X el arzobispo Amizone obtuvo el título de conde de Rodolfo III de Borgoña, en el origen del poder temporal de los arzobispos de Tarentaise que se mantuvo durante casi ocho siglos. En los siglos inmediatamente siguientes, los arzobispos condes de Tarentaise tuvieron que defender sus derechos feudales contra los usurpadores locales. Fue en este contexto que la Casa de Saboya intervino a favor de los arzobispos, obteniendo con el tiempo el control de todo el condado. A partir del siglo XIV, los condes de Saboya intervinieron periódicamente en el nombramiento de los arzobispos. El último arzobispo-conde de Tarentaise fue Claude Humbert de Rolland, quien en 1769 vendió los títulos, entonces más honoríficos que lucrativos, al rey Carlos Manuel III de Saboya.

### Sede de Saint-Jean-de-Maurienne
La diócesis de Saint-Jean-de-Maurienne fue erigida hacia el año 575 por el rey de Borgoña Gontrano, con motivo del traslado de las reliquias de san Juan Bautista a la ciudad de Saint-Jean-de-Maurienne. La diócesis incluía el valle de Maurienne (Moriana), sustraído de la autoridad de los obispos de Turín, el valle de Susa y el Briançonnais. El nombre del primer obispo de Maurienne, Felmasio, figura en un documento antiguo que relata un milagro relacionado con las reliquias del Bautista, que fue el origen de la fundación de la diócesis. La sede episcopal de la diócesis fue la catedral de San Juan Bautista, construida en el siglo VI, destruida por los sarracenos en 943 y reconstruida de nuevo en el siglo XI.
Originalmente la diócesis era sufragánea de la arquidiócesis de Vienne. Al erigirse la metrópolis de Tarentaise (finales del siglo VIII), Saint-Jean-de-Maurienne pasó a formar parte de la nueva provincia eclesiástica. Pero evidentemente la sede fue disputada entre los dos arzobispos metropolitanos: de hecho, una carta del papa Juan VIII de 878 designa formalmente a Maurienne como sufragánea de Tarentaise, mientras que en 908 el papa Sergio III, confirma sus sufragáneos en la sede metropolitana de Vienne, menciona también entre estas la diócesis de Maurienne. Sólo con el papa Calixto II, en la primera mitad del siglo XII, la situación se volvió definitiva en beneficio de Vienne.
En 1033 la ciudad de Saint-Jean-de-Maurienne, por su oposición a los intentos imperiales de anexar el reino de Borgoña, fue destruida por el emperador Conrado II, quien también suprimió la diócesis, anexando su territorio al de la diócesis de Turín; esta decisión fue confirmada por Conrado II en 1039 al obispo de Turín Guidone. A la muerte de este último (1046), el obispo legítimo Thibaud pudo recuperar la posesión de su diócesis, que fue restaurada, pero perdió el valle de Susa, que permaneció en la diócesis de Turín.
El seminario diocesano fue fundado en 1735.

### Sede de Chambéry
En varias ocasiones los duques de Saboya habían intentado sustraer su capital de la jurisdicción espiritual de un obispo francés, el de Grenoble, del que Chambéry siempre había dependido, para erigir una diócesis independiente. Se habían hecho intentos en 1474 y 1515, pero habían sido frustrados por los reyes franceses.
La diócesis de Chambéry fue erigida el 18 de agosto de 1779 con la bula Universa Dominici gregis del papa Pío VI, obteniendo el territorio de la diócesis de Grenoble. Originalmente estuvo inmediatamente sujeta a la Santa Sede e incluía 61 parroquias. La iglesia franciscana, construida en 1439 y consagrada en 1488, y convertida en parroquia de la ciudad en 1777, fue elegida para convertirse en la nueva catedral.
Durante la Revolución francesa el obispo Michel Conseil se negó a reconocer la diócesis del Mont Blanc, erigida por los revolucionarios, y el nombramiento de un intruso en su lugar; esto le valió el arresto domiciliario en el episcopado, donde murió en 1793 dejando vacante la diócesis durante varios años.
Tras el concordato con la bula Qui Christi Domini del papa Pío VII del 29 de noviembre de 1801, el territorio diocesano pasó a coincidir con los departamentos de Saboya y Alta Saboya. Esto supuso la supresión de la arquidiócesis de Tarentaise y de las diócesis de Saint-Jean-de-Maurienne y Ginebra-Annecy, que estaban unidas a la diócesis de Chambéry, a la que también se anexaron territorios pertenecientes a la diócesis de Belley, igualmente suprimidos. Además, a Chambéry también se le dio jurisdicción sobre las restantes parroquias católicas de la diócesis de Ginebra-Annecy y se ubicaron en lo que hoy es el cantón de Ginebra. Estas medidas llevaron al obispo de Chambéry a asumir también el título de obispo de Ginebra.
El 10 de julio de 1817, después de que el Congreso de Viena restableciera el ducado de Saboya, la diócesis de Chambéry fue elevada al rango de arquidiócesis metropolitana con la diócesis de Aosta como única sufragánea.
Las decisiones de principios del siglo XIX provocaron un aumento considerable del territorio diocesano, que incluía hasta 627 parroquias. Pero esta situación duró algunos años. En efecto: 
- el 30 de septiembre de 1819 el papa Pío VII, con el breve Inter multiplices, separó las parroquias católicas del cantón de Ginebra del territorio de la arquidiócesis y las unió a la diócesis de Lausana;[10] dos años más tarde, el arzobispo de Chambéry también perdió el título de obispo de Ginebra ante los obispos de Lausana.
- el 5 de febrero de 1822 cedió una parte de su territorio para la erección de la diócesis de Annecy, que pasó a ser sufragánea, mediante la bula Sollicita catholici del papa Pío VII.[11]
- finalmente, el 7 de agosto de 1825, en virtud de la bula Ecclesias quae antiquitate del papa León XII,[12] cedió nuevas porciones de territorio para el restablecimiento de las sedes de Tarentaise (pero simplemente como diócesis y ya no como arquidiócesis) y de Saint-Jean-de-Maurienne; estas diócesis también pasaron a formar parte de la provincia eclesiástica de Chambéry.

### Arquidiócesis actual
El 26 de abril de 1966, con la bula Animorum bonum del papa Pablo VI, las diócesis de Tarentaise y Saint-Jean-de-Maurienne se unieron aeque principaliter a la arquidiócesis de Chambéry, que al mismo tiempo asumió su nombre actual; las dos diócesis unidas mantuvieron su propia catedral y su propio capítulo de canónigos, mientras que la curia episcopal quedó reducida a una sola y el arzobispo de Chambéry ostenta también los títulos de obispo de Saint-Jean-de-Maurienne y obispo de Tarentaise.
El 16 de diciembre de 2002 la arquidiócesis de Chambéry perdió su dignidad metropolitana y pasó a formar parte de la provincia eclesiástica de la arquidiócesis de Lyon; sin embargo, conservó el rango de arquidiócesis.

## Estadísticas
Según el Anuario Pontificio 2022 la arquidiócesis tenía a fines de 2021 un total de 399 425 fieles bautizados.
| Año                                                                             | Población            | Población | Población      | Sacerdotes | Sacerdotes    | Sacerdotes    | Bautizados por sacerdote | Diáconos permanentes | Religiosos | Religiosos | Parroquias |
| Año                                                                             | Bautizados católicos | Total     | % de católicos | Total      | Clero secular | Clero regular | Bautizados por sacerdote | Diáconos permanentes | Varones    | Mujeres    | Parroquias |
| ------------------------------------------------------------------------------- | -------------------- | --------- | -------------- | ---------- | ------------- | ------------- | ------------------------ | -------------------- | ---------- | ---------- | ---------- |
| Diócesis de Tarentaise                                                          |                      |           |                |            |               |               |                          |                      |            |            |            |
| 1949                                                                            | 50 000               | 52 340    | 95.5           | 114        | 109           | 5             | 438                      |                      |            | 180        | 87         |
| Diócesis de Saint-Jean-de-Maurienne                                             |                      |           |                |            |               |               |                          |                      |            |            |            |
| 1949                                                                            | 42 000               | 43 115    | 97.4           | 127        | 127           | 0             | 330                      |                      |            | 215        | 89         |
| Arquidiócesis de Chambéry                                                       |                      |           |                |            |               |               |                          |                      |            |            |            |
| 1950                                                                            | 129 700              | 130 500   | 99.4           | 377        | 292           | 85            | 344                      |                      | 197        | 633        | 174        |
| 1957                                                                            | 138 000              | 140 000   | 98.6           | 402        | 282           | 120           | 343                      |                      | 76         | 500        | 175        |
| Arquidiócesis de Chambéry-Saint-Jean-de-Maurienne y Tarentaise                  |                      |           |                |            |               |               |                          |                      |            |            |            |
| 1970                                                                            | 256 973              | 286 399   | 89.7           | 485        | 411           | 74            | 529                      |                      | 102        | 715        | 357        |
| 1980                                                                            | 276 000              | 307 000   | 89.9           | 405        | 342           | 63            | 681                      |                      | 80         | 730        | 370        |
| 1990                                                                            | 316 000              | 339 000   | 93.2           | 301        | 246           | 55            | 1049                     | 5                    | 107        | 579        | 348        |
| 1999                                                                            | 331 600              | 354 700   | 93.5           | 209        | 199           | 10            | 1586                     | 15                   | 20         | 348        | 354        |
| 2000                                                                            | 347 000              | 371 343   | 93.4           | 222        | 177           | 45            | 1563                     | 16                   | 71         | 380        | 367        |
| 2001                                                                            | 341 000              | 365 625   | 93.3           | 210        | 186           | 24            | 1623                     | 16                   | 61         | 373        | 348        |
| 2002                                                                            | 332 600              | 356 748   | 93.2           | 202        | 170           | 32            | 1646                     | 17                   | 70         | 356        | 348        |
| 2003                                                                            | 314 000              | 356 748   | 88.0           | 225        | 169           | 56            | 1395                     | 18                   | 106        | 447        | 346        |
| 2004                                                                            | 314 000              | 356 748   | 88.0           | 197        | 165           | 32            | 1593                     | 19                   | 60         | 386        | 200        |
| 2006                                                                            | 316 982              | 360 252   | 88.0           | 142        | 112           | 30            | 2232                     | 19                   | 41         | 312        | 111        |
| 2013                                                                            | 397 700              | 432 000   | 92.1           | 146        | 117           | 29            | 2723                     | 28                   | 78         | 209        | 136        |
| 2016                                                                            | 399 000              | 446 676   | 89.3           | 124        | 99            | 25            | 3217                     | 22                   | 102        | 180        | 141        |
| 2019                                                                            | 390 800              | 444 200   | 88.0           | 99         | 87            | 12            | 3947                     | 26                   | 56         | 175        | 141        |
| 2021                                                                            | 399 425              | 454 000   | 88.0           | 115        | 75            | 40            | 3473                     | 30                   | 61         | 136        | 141        |
| Fuente: Catholic-Hierarchy, que a su vez toma los datos del Anuario Pontificio. |                      |           |                |            |               |               |                          |                      |            |            |            |

## Episcopologio

### Obispos de Chambéry
- Michel Conseil † (26 de enero de 1780-27 de septiembre de 1793 falleció)
  - Sede vacante (1793-1802)
- René des Monstiers de Mérinville † (4 de mayo de 1802-7 de febrero de 1805 renunció)
- Irénée-Yves Desolle (Dessole) † (22 de marzo de 1805-11 de noviembre de 1823 retirado)
- François-Marie Bigex † (24 de mayo de 1824-19 de febrero de 1827 falleció)
- Antoine Martinet † (28 de enero de 1828-6 de mayo de 1839 falleció)
- Alexis Billiet † (27 de abril de 1840-30 de abril de 1873 falleció)
- Pierre-Anastase Pichenot † (25 de julio de 1873-5 de octubre de 1880 falleció)
- François-Albert Leuillieux † (13 de mayo de 1881-11 de mayo de 1893 falleció)
- François Hautin † (15 de junio de 1893-6 de febrero de 1907 falleció)
- Gustave-Adolphe de Pélacot † (15 de abril de 1907-5 de agosto de 1907 falleció)
- François-Virgile Dubillard † (16 de diciembre de 1907-1 de diciembre de 1914 falleció)
- Dominique Castellan † (26 de mayo de 1915-12 de mayo de 1936 falleció)
- Pierre-Marie Durieux † (1 de febrero de 1937-3 de febrero de 1947 falleció)
- Louis-Marie-Fernand de Bazelaire de Ruppierre † (23 de octubre de 1947-26 de abril de 1966 renunció[nota 1])

### Obispos y arzobispos de Tarentaise
- San Giacomo d'Assiria †
- San Marcellino †
- San Pascasio †[nota 2]
- Sanzio † (mencionado en 517)
- Magno †
- Nicecio o Migezio †[nota 3]
- San Marciano † (antes de 581-después de 585)
- San Eraclio †
- Firmino †
- Patricio? †
- Probino †[nota 4]
- Baldemaro o Buldemaro † (mencionado en 650)
- Emeterio †
- Widenardo †
- Giovanni †
- Leudegango o Leodrando †
- Umberto †
- Benimondo †
- Emmone †
- Possessore † (antes de 775-circa 800 falleció)
- Radaberto o Dagoberto †[nota 5]
- Andrea † (mencionado en 828)
- Audace † (mencionado en 840)[nota 6]
- Teutrando o Teutramno † (antes de 858-7 de marzo de 885 falleció)
- Alucco o Aluso † (mencionado en 885)
- Daniele † (mencionado en 891 circa)
- Annuso o Annuco † (mencionado en 900)
- Adalberto †
- Lizone †
- Amizone † (antes de 990-después de 996)
- Baldofo † (antes de 1006-después de 1007)
- Luzo o Luzone † (mencionado en 1020)
- Aimone o Emmone † (antes de 1025-después de 1044)
- Annuzio (o Annucco) † (mencionado en 1077)
- Bosone † (antes de 1096-después de 1099)
- Beato Pietro il Vecchio, O.Cist. † (antes de 1132-circa 1140)
  - Isdraele † (circa 1140) (ilegítimo)
- San Pietro de Tarentaise † (septiembre de 1141-14 de septiembre de 1171 falleció)
- Aimone de Briançon † (antes de 1179-circa 1210 falleció)
- Beato Bernard de Chignin † (antes de 1213-12 de octubre de 1222 falleció)
- Jean II † (julio de 1222 o 1223-?)
- Herluin de Chignin † (mencionado en 1224)
- Rodolfo Grossi du Chastelar † (2 de marzo de 1246-1271)
- San Pietro Grossi du Chastelar † (30 de mayo de 1272-22 de julio de 1283 falleció)
- Aimone de Bruissons † (13 de diciembre de 1283-1297 falleció)
- Bertrando de Bertrandis † (17 de junio de 1297-9 de mayo de 1334 falleció)
- Jacques de Salins † (13 de julio de 1334-marzo de 1341 falleció)
- Bertrando de Novo Domno † (3 de octubre de 1341-1342 falleció)
- Giovanni de Bertrandis † (20 de noviembre de 1342-marzo de 1365 falleció)
- Giovanni de Betton † (11 de marzo de 1365-30 de noviembre de 1378 falleció)
- Umberto de Villette † (15 de enero de 1379-abril de 1379 falleció)
- Rodolfo de Chissey o Chissé † (28 de febrero de 1380-1385 falleció)
- Edoardo de Saboya-Acaia † (21 de febrero de 1386-febrero de 1395 falleció)
- Pietro de Collomb † (26 de abril de 1395-25 de noviembre de 1396 falleció)
  - Aimone de Séchal † (17 de septiembre de 1397-1404 falleció) (administrador apostólico)
  - Antonio di Challant † (1 de junio de 1404-14 de septiembre de 1418 falleció) (administrador apostólico)
- Giovanni de Bertrandis † (23 de septiembre de 1418-29 de agosto de 1432 falleció)
- Marco Condulmer † (4 de noviembre de 1433-28 de febrero de 1438 nombrado patriarca de Grado)
- Jean d'Arces † (28 de febrero de 1438-12 de diciembre de 1454 falleció)
  - Giovanni Luigi de Saboya † (22 de abril de 1456-16 de febrero de 1460 nombrado obispo de Ginebra) (administrador apostólico)
- Tommaso de Sur † (16 de febrero de 1460-1472 falleció)
- Cristoforo della Rovere † (3 de agosto de 1472-1 de febrero de 1478 falleció)
- Domenico della Rovere † (11 de febrero de 1479-19 de julio de 1482 nombrado obispo de Ginebra)
- Urbain de Chevron Villette † (28 de mayo de 1483-9 de noviembre de 1483 falleció)
- Giovanni di Compey † (14 de junio de 1484-28 de junio de 1492 falleció)
- Corin de Plosasque † (8 de julio de 1492-marzo de 1497 falleció)
- Claude de Château-Vieux † (14 de abril de 1497-abril de 1516 renunció)
- Jean-Philippe de Groslée † (28 de abril de 1516-21 de diciembre de 1559 falleció)
- Girolamo di Valperga † (17 de julio de 1560-16 de julio de 1573 falleció)
- Giuseppe Parpaglia † (26 de agosto de 1573-25 de julio de 1598 falleció)
- Jean-François Berliet † (8 de noviembre de 1599-2 de enero de 1607 falleció)
- Anastasio Germonio † (12 de noviembre de 1607-4 de agosto de 1627 falleció)
- Benoît-Théophile de Chevron Villette † (20 de septiembre de 1632-16 de junio de 1658 falleció)
- François-Amédée Milliet, † (17 de noviembre de 1659-25 de mayo de 1703 falleció)
  - Sede vacante (1703-1727)
- François-Amédée Milliet d'Arvillars † (25 de junio de 1727-28 de agosto de 1744 falleció)
- Claude Humbert de Rolland † (19 de enero de 1750-27 de noviembre de 1770 falleció)
- Gaspard-Augustin Laurent de Sainte-Agnès, O.F.M.Conv. † (16 de diciembre de 1771-23 de julio de 1783 falleció)
- Joseph de Monfalcon du Cengle † (27 de junio de 1785-22 de septiembre de 1793 falleció)
  - Sede vacante (1793-1801)
  - Sede suprimida (1801-1825)
- Antoine Martinet † (19 de diciembre de 1825-28 de enero de 1828 nombrado arzobispo de Chambéry)
- Antoine Rochaix † (28 de enero de 1828-19 de noviembre de 1836 falleció)
- Jean-François-Marcellin Turinaz † (12 de febrero de 1838-6 de septiembre de 1866 renunció)
- François Gros † (22 de febrero de 1867-3 de marzo de 1873 renunció)
- Charles-François Turinaz † (21 de marzo de 1873-30 de marzo de 1882 nombrado obispo de Nancy)
- Jean-Pierre Pagis † (30 de marzo de 1882-26 de mayo de 1887 nombrado obispo de Verdún)
- Pierre-Emmanuel Bouvier † (25 de noviembre de 1887-11 de abril de 1900 falleció)
- Lucien-Léon Lacroix † (18 de abril de 1901-17 de octubre de 1907 renunció[nota 7])
- Jean-Basptiste Biolley † (28 de noviembre de 1907-10 de octubre de 1918 falleció)
- Louis Termier † (29 de noviembre de 1918-5 de abril de 1938 falleció)
- Léon-Albert Terrier † (14 de septiembre de 1938-24 de julio de 1944 nombrado obispo de Bayonne)
- Auguste Jauffres † (28 de agosto de 1944-7 de diciembre de 1961 renunció[nota 8])
  - Sede vacante (1961-1966)

### Obispos de Saint-Jean-de-Maurienne
- San Felmasio †
- San Iconio † (antes de 581-después de 601 o 602)
- Leporio † (mencionado en 650)
- Vualchino o Walchuno † (antes de 726-después de 739)
- Vitgario † (mencionado en 775)[nota 9]
- Mainardo †[nota 10]
- Giuseppe † (mencionado en 853)
- Abbone † (antes de 858-después de 860)
- Adalberto † (antes de 876-después de 882)
- Asmondo † (mencionado en 887)
- Guglielmo † (mencionado en 899)
- Benedetto †
- San Odilardo † (antes de 915-después de 926)[nota 11]
- Everardo o Eberardo † (antes de 990-después de 1025)
- Thibaud † (antes de 1033 circa - después de 1046)
- Brochard o Burcard † (mencionado en 1061)[nota 12]
- Artaud † (mencionado en 1080) [nota 13]
- Conon I † (antes de 1093-después del 2 de mayo de 1108 falleció)[nota 14]
- Amédée de Faucigny † (antes de 1112-después de 1124)
- Conon II † (mencionado en 1127)
- San Ayrald I, O.Cart. † (antes de 1134-después de 1145)[nota 15]
- Bernard, O.Cart. † (mencionado en 1153)
- Ayrald II † (mencionado en 1158)[nota 16]
- Guillaume † (antes de mayo de 1162-después de 1173)[nota 17]
- Pierre I † (?-antes de 1184 renunció)
- Lambert † (circa 1177[nota 18]-15 de marzo de 1197 o 1198 falleció)
- Bernard de Chignin † (antes de mayo de 1200-1213 nombrado arzobispo de Tarentaise)
- Amédée de Ginebra † (antes del 30 de mayo de 1214-18 de octubre de 1220 falleció)
  - Jean † (mencionado en 1221) (obispo electo)[nota 19]
  - Pierre II † (mencionado en 1222) (obispo electo)[nota 20]
- Aimar de Bernin o Pierre de Arenis † (1223-1236 nombrado arzobispo de Embrun)
- Amédée de Saboya (o de Miribel) † (1237-19 de enero circa 1256 falleció)
- Pierre de Morestel † (antes de mayo de 1258-19 marzo circa 1262 falleció)
- Anthelme de Clermont † (antes de septiembre de 1262-4 de marzo de 1269 falleció)
- Pierre de Guelis † (antes del 12 de enero de 1270-15 de enero de 1273 falleció)
- Aimon de Miolans † (antes de febrero de 1276-26 de octubre de 1299 o 1300 falleció)
- Amblard d'Entremont † (antes de 1301-21 de abril de 1308 falleció)
- Aymon de Miolans-Urtières † (1308-1334 falleció)
- Anthelme de Clermont † (10 de septiembre de 1334-23 de febrero de 1349 falleció)
- Amedeo de Saboya-Acaia † (18 de marzo de 1349-13 de junio de 1376 falleció)
- Giovanni Malabayla † (11 de agosto de 1376-circa 1380 falleció)
- Henry de Sévery, O.Clun. † (16 de septiembre de 1381-18 de mayo de 1385 nombrado obispo de Rodez)
- Savin de Florano † (18 de mayo de 1385-28 de septiembre de 1410 falleció)
- Amédée de Montmayeur, O.S.B. † (15 de octubre de 1410-8 de octubre de 1422 falleció)
- Aimon de Gerbaix † (30 de octubre de 1422-1432 falleció)
- Oger Moriset † (11 de febrero de 1433-11 de enero de 1441 falleció)
- Louis de la Palud, O.S.B. † (julio de 1441-22 de septiembre de 1451 falleció)
  - Juan de Segovia † (13 de octubre de 1451-20 de enero de 1453 nombrado arzobispo titular de Cesarea de Palestina) (obispo electo)
- Guillaume d'Estouteville † (26 de enero de 1453-20 de abril de 1453 nombrado arzobispo de Rouen)
  - Guillaume d'Estouteville † (20 de abril de 1453-22 de enero de 1483 falleció) (administrador apostólico)
- Etienne de Morel † (31 de enero de 1483-24 de julio de 1499 falleció)
- Louis de Gorrevod de Challand † (9 de agosto de 1499-1532 renunció)
- Jean-Philibert de Loriol de Châles † (10 de abril de 1532-1544 falleció)
- Girolamo Recanati Capodiferro † (30 de julio de 1544-1 de octubre de 1559 falleció)
- Brandalisio Trotti † (27 de marzo de 1560-1563 falleció)
  - Ippolito d'Este † (1564-1567 renunció) (administrador apostólico)
- Pierre de Lambert, O.S.A. † (21 de noviembre de 1567-6 de mayo de 1591 falleció)
- Filiberto Milliet de Faverges † (6 de mayo de 1591-17 de diciembre de 1618 nombrado arzobispo de Turín)
- Carlo Bobba † (13 de mayo de 1619-10 de febrero de 1636 falleció)
- Paul Milliet de Challes † (27 de noviembre de 1641-30 de octubre de 1656 falleció)
- Ercole Berzetti † (6 de mayo de 1658-4 de marzo de 1686 falleció)
- Francesco Giacinto Valperga di Masino † (12 de mayo de 1687-7 de septiembre de 1736 falleció)
  - Sede vacante (1736-1741)
- Ignace-Dominique Grisella de Rosignan † (6 de marzo de 1741-21 o 22 de septiembre de 1756 falleció)
- Carlo Giuseppe Filippa della Martiniana † (18 de julio de 1757-12 de julio de 1779 nombrado obispo de Vercelli)
- Charles-Joseph Compans de Brichanteau † (20 de marzo de 1780-25 de agosto de 1796 falleció)
  - Sede vacante (1796-1801)
  - Sede suprimida (1801-1825)
- Alexis Billiet † (19 de diciembre de 1825-27 de abril de 1840 nombrado arzobispo de Chambéry)
- François-Marie Vibert † (1 de marzo de 1841-31 de octubre de 1876 falleció)
- Michel Rosset † (18 de diciembre de 1876-8 de junio de 1902 falleció)
  - Sede vacante (1902-1906)
- Adrien Alexis Fodéré † (21 de febrero de 1906-27 de agosto de 1923 falleció)
- Auguste Grumel † (3 de febrero de 1924-14 de marzo de 1946 falleció)
- Frédéric Duc † (14 de marzo de 1946 por sucesión-11 de enero de 1954 renunció[nota 21])
- Louis Henri Marie Ferrand † (11 de enero de 1954-17 de abril de 1956 nombrado arzobispo coadjutor de Tours[nota 22])
- Joël-André-Jean-Marie Bellec † (2 de mayo de 1956-15 de junio de 1960 nombrado obispo de Perpiñán-Elne)
- André-Georges Bontems † (13 de septiembre de 1960-26 de abril de 1966 nombrado arzobispo de Chambéry-Saint-Jean-de-Maurienne y Tarentaise)

### Arzobispos de Chambéry y obispos de Saint-Jean-de-Maurienne y Tarentaise
- André-Georges Bontems † (26 de abril de 1966-14 de mayo de 1985 retirado)
- Claude Feidt † (14 de mayo de 1985 por sucesión-17 de junio de 1999 nombrado arzobispo de Aix)
- Laurent Bernard Marie Ulrich (6 de junio de 2000-1 de febrero de 2008 nombrado arzobispo a título personal de Lila)
- Philippe Ballot (14 de enero de 2009-23 de julio de 2022 nombrado arzobispo a título personal de Metz)
- Thibault Verny, desde el 11 de mayo de 2023

### Para la sede de Tarentaise
- (en inglés) Ficha de la diócesis de Tarentaise en www.catholic-hierarchy.com
- (en inglés) Ficha de la diócesis de Tarentaise en www.gcatholic.org
- (en latín) Denis de Sainte-Marthe, Gallia christiana, vol. XII, París, 1770, col. 700-728
- (en francés) Louis Duchesne, Fastes épiscopaux de l'ancienne Gaule, vol. I, París, 1907, pp. 243-247
- (en latín) Pius Bonifacius Gams, Series episcoporum Ecclesiae Catholicae, Graz, 1957, pp. 829-830
- (en latín) Konrad Eubel, Hierarchia Catholica Medii Aevi, vol. 1, pp. 472-473; vol. 2, p. 245; vol. 3, p. 308; vol. 4, pp. 426-427; vol. 5, p. 368; vol. 6, p. 392

### Para la sede de Saint-Jean-de-Maurienne
- (en inglés) Ficha de la diócesis de Saint-Jean-de-Maurienne en www.catholic-hierarchy.com
- (en inglés) Ficha de la diócesis de Saint-Jean-de-Maurienne en www.gcatholic.org
- (en latín) Jean-Barthélemy Hauréau, Gallia christiana, vol. XVI, París, 1865, col. 611-654
- (en francés) Louis Duchesne, Fastes épiscopaux de l'ancienne Gaule, vol. I, París, 1907, pp. 239-242
- (en italiano) Fedele Savio, Gli antichi vescovi d'Italia. Il Piemonte, Torino, 1898, pp. 221-237
- (en latín) Pius Bonifacius Gams, Series episcoporum Ecclesiae Catholicae, Graz, 1957, pp. 830-831
- (en latín) Konrad Eubel, Hierarchia Catholica Medii Aevi, vol. 1, p. 331; vol. 2, pp. 187-188; vol. 3, p. 238; vol. 4, p. 235; vol. 5, p. 261; vol. 6, p. 281